# Santa Cruz (Kalifornien)
Santa Cruz ist eine US-amerikanische Stadt im US-Bundesstaat Kalifornien. Sie liegt im Santa Cruz County, dessen Verwaltung sie beherbergt. Die Distanz bis San Francisco im Norden ist ungefähr 100 km. Im Süden grenzt Santa Cruz an die Monterey Bay.
Santa Cruz hat  62.956 Einwohner (Stand: 2020).  Das Stadtgebiet ist etwa 40,4 km² groß.
Im  Nordwesten, etwa 5 km  außerhalb der Stadtmitte befindet sich die University of California, Santa Cruz.

## Geschichte

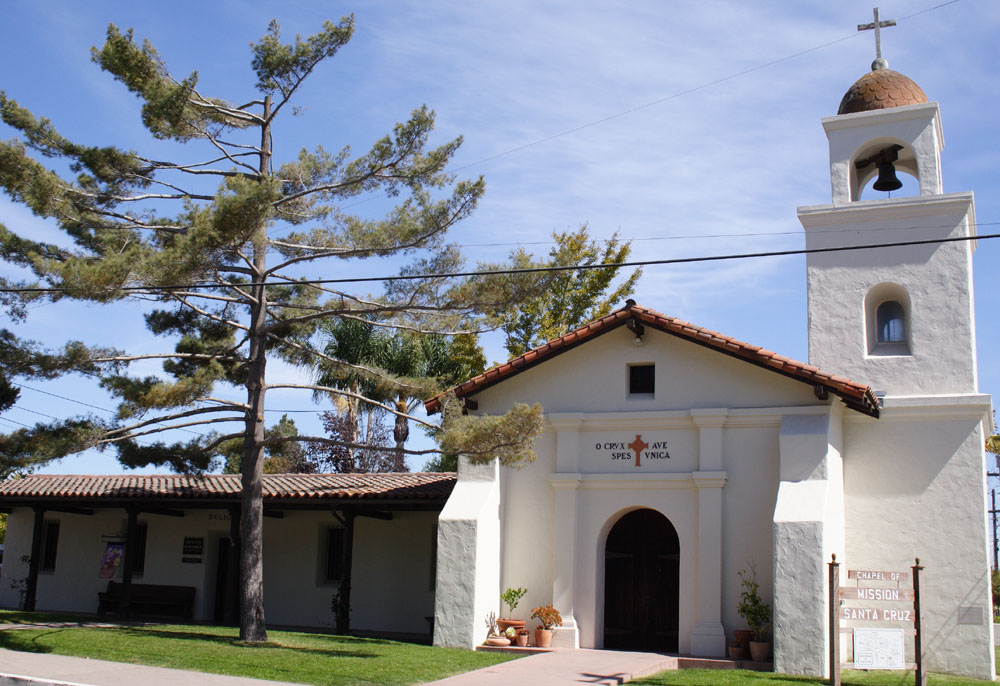
Teil der historischen Missionsanlage in Santa Cruz

Nachdem die Gegend um Santa Cruz zunächst von Ohlone-Indianern besiedelt war, wurde von Spaniern in der Mitte des 18. Jahrhunderts die Mission Santa Cruz gebaut. Sie wurde nach dem katholischen Namenstag der Gründung benannt.
Die Mission war die 12. von insgesamt 21 in Oberkalifornien. Sie wurde am 28. August 1791 durch Padre Fermín Lasuén gegründet. Ursprünglich wurde sie nahe der Mündung des San Lorenzo errichtet, allerdings nach einem Hochwasser im ersten Winter an einen höhergelegenen Ort verlegt. In ihr arbeiteten und lebten Ohlone- und später Yokut-Indianer und wurden zum christlichen Glauben bekehrt. Im Jahre 1818 wurde die Mission aus Furcht vor einem Piratenüberfall geräumt. Spanische Landarbeiter und entlassene Sträflinge und Soldaten, die in der Nähe siedelten und eigentlich zum Schutz der Mission gerufen wurden, plünderten die leerstehende Mission. Aufgrund der weiteren Zerstörung durch Erdbeben kam der Missionsbetrieb Mitte des 19. Jahrhunderts vollständig zum Erliegen. Der Name Santa Cruz wurde allerdings für die umliegenden Siedlungen übernommen. Die Ohlone wurden von den spanischen Siedlern vertrieben, viele starben an Krankheiten oder durch harte Arbeit für die spanischen Kolonialherren.
Im 19. Jahrhundert stieg die Einwohnerzahl durch Einwanderer aus Schottland, Italien, China und Portugal. Die spanischen Siedler wurden von den weißen Einwanderern enteignet und vertrieben, nachdem Kalifornien zu einem Bundesstaat der USA wurde.
Beim Loma-Prieta-Erdbeben 1989 wurden viele Gebäude insbesondere im Zentrum der Stadt beschädigt, einige der Ziegelbauten stürzten ein. Bei dem Erdbeben starben fünf Menschen.

## Wirtschaft

### Universität
Die University of California, Santa Cruz (UCSC) ist der wichtigste Wirtschaftsfaktor und größter Arbeitgeber der Stadt. Der wirtschaftliche Effekt der Universität auf Santa Cruz und Umgebung beträgt 1,3 Milliarden US-Dollar. Die Universität von Santa Cruz ist außerdem bekannt für ihr Programm in Astrophysik und Meereswissenschaften. Weiterhin ist die Universität für ihre Liberalität bekannt. So hat sie beispielsweise eine der höchsten Lesbenquoten aller Universitäten der USA und ist außerdem ein Tummelplatz für Hippies und Alternative.

### Industrie und Gewerbe
Traditionelle Industrie und verarbeitendes Gewerbe sind wegen zu hoher Kosten meist abgewandert, allerdings bildet die für die USA ziemlich einzigartige Kultur der Stadt einen guten Nährboden für Wirtschaftsunternehmen mit innovativen Produkten. Bekannte Sportartikelmarken wie O’Neill (Surfausrüstung) oder Osprey (Rucksäcke) nahmen in Santa Cruz ihren Anfang. Aber auch Kleinbetriebe, die sich mit alternativer Energiegewinnung beschäftigen, sind in Santa Cruz überdurchschnittlich vertreten.

### Technologie
Viele kleinere Technologiefirmen haben sich hier als Ableger der Computerindustrie des nahegelegenen Silicon Valley niedergelassen. Bekanntes Beispiel ist die Firma Fullpower des Borland-Gründers und Multimillionärs Philippe Kahn.

### Tourismus
In Santa Cruz, das auch als Surf City USA bezeichnet wird, wurde zum ersten Mal 1885 in Kalifornien gesurft. Bis heute finden viele internationale Surfwettbewerbe in Santa Cruz am West-Cliff-Drive statt.
Der Santa Cruz Beach Boardwalk, der älteste Vergnügungspark Kaliforniens (sehenswert: Giant Dipper von 1924), bildet bis heute eine Grundlage für den Tourismus als wichtige Wirtschaftsquelle der Stadt.

### Handel
Neben den in den USA üblichen Handelsketten findet man in Santa Cruz eine hohe Anzahl von Geschäften, die Bio-Produkte verkaufen. Die zahlreichen Surf- und Sportartikelgeschäfte sind außerdem ein Markenzeichen der Stadt.

### Verkehr
Die Stadt ist über den Highway 1 und Highway 17 an das kalifornische Schnellstraßennetz angeschlossen. Der nächste internationale Flughafen befindet sich in San José, der nächste Regionalflughafen in Watsonville. Die von Santa Cruz nach Gilroy führende Eisenbahnstrecke ist stillgelegt. Die Stadtverwaltung plant den Ausbau der Strecke für den öffentlichen Personennahverkehr. Eine mit Touristenzügen betriebene Zweigstrecke  führt durch die Redwood-Wälder des Henry Cowell Redwoods State Park (37° 2′ 24,59″ N, 122° 3′ 46,64″ W) zum Ort Felton.
Der Hafen von Santa Cruz hat lediglich touristische Bedeutung und ist Anlaufpunkt für Segler aus aller Welt. Die Stadt betreibt ein kleines Netz von Stadtbuslinien mit Verbindung zu den benachbarten Städten und nach San José. Die Busgesellschaft Greyhound besitzt eine Busstation. Das innerstädtische Straßennetz ist außerdem sehr fußgänger- und fahrradfreundlich ausgelegt. Die Stadt besitzt ein ausgedehntes Netz von Radspuren und -wegen.

## Söhne und Töchter der Stadt
- Jeff Ballard (* 1963), Jazzmusiker
- Cornelius Bumpus (1946–2004), Rockmusiker
- Caspar Corbeau (* 2001), niederländischer Schwimmer
- Beverly Garland (1926–2008), Schauspielerin
- Natalia Grossman (* 2001), Sportkletterin
- Linda Gustavson (* 1949), Schwimmerin
- Robert Bartlett Haas (1916–2010), Literaturwissenschaftler
- Nikki Hiltz (* 1994), nichtbinäre Leichtathletin
- Manu Intiraymi (* 1978), Schauspieler
- Andras Jones (* 1968), Schauspieler, Musiker, Autor und Hörfunkmoderator
- Adam Laurent (* 1971), Radrennfahrer
- Pascal Le Boeuf (* 1986), Jazzmusiker
- Remy Le Boeuf (* 1986), Jazzmusiker
- Donny McCaslin (* 1966), Jazzmusiker
- Mary Ann McSweeney (* 1962), Musikerin
- Jonna Mendes (* 1979), Skirennläuferin
- Marisa Miller (* 1978), Model
- Angie Savage (* 1981), Pornodarstellerin und Schauspielerin
- Adam Scott (* 1973), Schauspieler
- Heather Seybert (* 1996), Fußballspielerin
- Chris Sharma (* 1981), Sportkletterer
- Cecelia Specht (* 1967), Schauspielerin
- Ted Templeman (* 1944), Musikproduzent
- Oliver Tree (* 1993), Multimediakünstler und Musiker
- Lu Watters (1911–1989), Jazz-Trompeter, Gründer der Yerba Buena Jass Band